# Cássio Alessandro de Souza
Cássio Alessandro de Souza, mais conhecido como Cássio (Porto Alegre, 8 de julho de 1986), é um futebolista brasileiro que atua como zagueiro. Cássio é irmão do também zagueiro Rafael Diego.

## Carreira
Cássio surgiu para o futebol nas categorias de base do Grêmio e passou pelo Juventude.
Chegou ao Avaí em 2007. Em 2008 fez parte do elenco do Avaí, na campanha do time na conquista do acesso à série A no Campeonato Brasileiro da Série B de 2008.
Passou dois anos no futebol carioca defendendo o Fluminense, onde foi vice-campeão da Copa Sul-Americana de 2009 e Campeão Brasileiro em 2010. Em 2011, acertou o seu retorno ao Avaí por duas temporadas. Em jogo valido pelo Campeonato Brasileiro da Série B de 2012 contra o Ipatinga Cássio completou 100 jogos pelo Avaí.
. No dia 5 de janeiro de 2013, acertou com o Guarani. Em abril de 2013, acertou com o Fortaleza. Após poucos jogos e com muitas lesões, Cássio acerta com o ASA. Para 2014 Cássio foi contratado pelo Comercial para reforçar a equipe no Campeonato Paulista, mas nem chegou a atuar na competição, pois machucou o joelho.
Ainda no ano de 2014, Cássio firmou a sua terceira passagem pelo Avaí, participando do elenco que conquistou o acesso para a série A, conquistando seu segundo acesso pelo clube, entrando de vez na galeria dos heróis avaianos.

## Família
Cássio tem um irmão gêmeo chamado Rafael que também atua como zagueiro. Os dois já atuaram juntos no RS Futebol Clube, no Juventude e no Avaí.
Mesmo após sua saída do clube, Cássio sempre se considerou um torcedor do Avaí devido tamanha identificação com o time e com a torcida, no tempo em que esteve atuando pelo time da Ressacada.

## Estatísticas
Última atualização: 16 de outubro de 2012.
| Clube | Temporada | Jogos | Gols |
| ----- | --------- | ----- | ---- |
| Avaí  | 2011      | 27    | 1    |
| Avaí  | 2012      | 27    | 0    |
| Avaí  | Total     | 54    | 1    |

## Títulos
Fluminense
- Campeonato Brasileiro: 2010

Avaí
- Campeonato Catarinense: 2012